# Ариола (Салерно)
Ариола је насеље у Италији у округу Салерно, региону Кампанија.
Према процени из 2011. у насељу је живело 254 становника. Насеље се налази на надморској висини од 679 м.